# A Preferred List
A Preferred List er en kort amerikansk komediefilm fra 1933, instrueret af Leigh Jason og produceret af Lou Brock. Manuskriptet blev skrevet af Thomas Lennon og Walter Weems.
Filmen har Dorothy Lee og Chick Chandler i hovedrollerne. Filmen blev nomineret til en Oscar for bedste kortfilm, komedie i 1934.